# 中津藩
中津藩（日语：／ Nakatsu han */?）是位於日本豐前國下毛郡中津的一個藩，藩廳位於中津城（立藩初時位於小倉城）。

## 歷史
關原之戰後，由細川忠興入主。石高39萬9千石。1632年細川氏移封至熊本藩。小倉藩由小笠原氏的忠真入主，而中津藩則由長次由龍野藩移封。1716年，第五代藩主長邕僅以5歲病逝，其弟長興被移封到播磨國安志藩1萬石。
之後是由奧平氏以10萬石管治。廢藩置縣後成為了大分縣的一部份。

## 藩主

### 細川家
外樣　39万9千石（1600年－1632年）
1. 忠興

### 小笠原家
譜代　8万石→4万石（1632年－1716年）
1. 長次
2. 長勝
3. 長胤
4. 長圓縮減至4万石
5. 長邕

### 奧平家
譜代　10万石（1717年－1871年）
1. 昌成
2. 昌敦
3. 昌鹿
4. 昌男
5. 昌高
6. 昌暢
7. 昌猷
8. 昌服
9. 昌邁